# Tangaroa

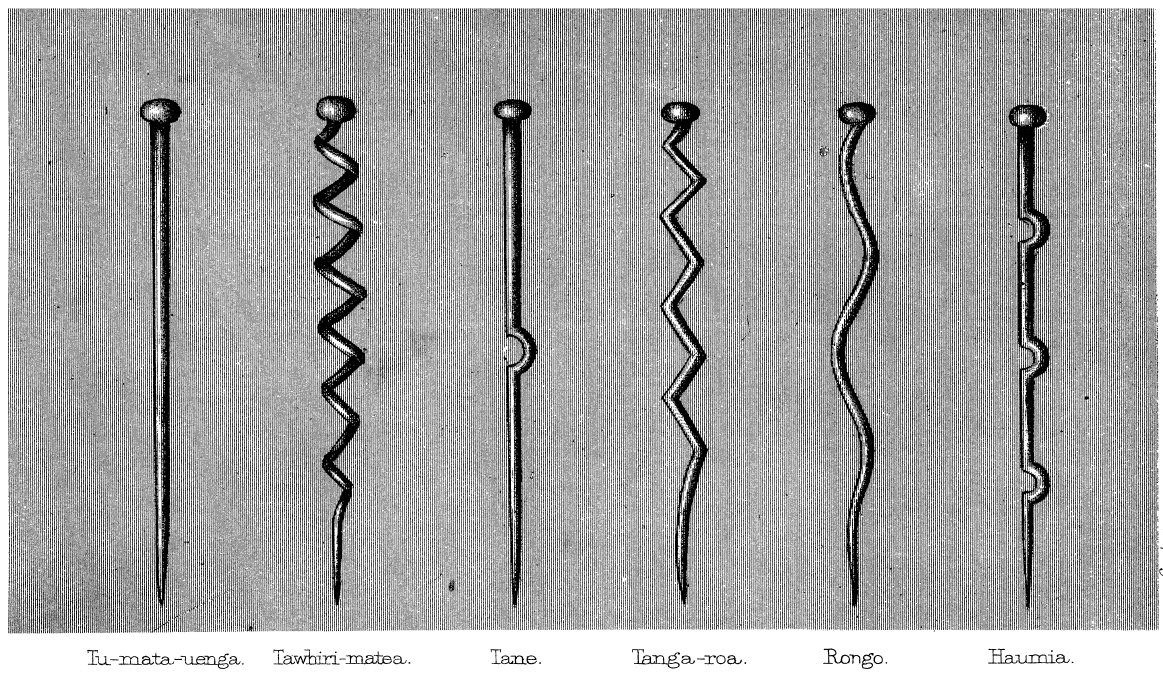
Tangaroa, het derde symbool van rechts

Tangaroa (op het Zuidereiland van Nieuw-Zeeland ook bekend als Takaroa) is volgens de Maori-mythologie de God van de zee. Hij is de zoon van Ranginui en Papatuanuku.
Tangaroa is zelf weer de vader en voorvader van vele zeewezens.